# Sengsouly Manivong
Sengsouly Manivong (ur. 10 października 2001) – laotański zapaśnik w stylu wolnym i judoka.
Brązowy medalista igrzysk Azji Południowo-Wschodniej w 2013 roku w zapasach i w 2011 roku w judo. Startował w Pucharze Świata w judo w 2011 roku.